# Suma cero (The X-Files)
«Zero Sum» es el vigésimo primer episodio de la cuarta temporada de la serie de televisión estadounidense de ciencia ficción The X-Files. Se estrenó en la cadena Fox el 27 de abril de 1997. Fue dirigido por Kim Manners y escrito por Frank Spotnitz y Howard Gordon. «Zero Sum» incluyó apariciones de William B. Davis, Laurie Holden y Morris Panych. El episodio ayudó a explorar la mitología general o la historia ficticia de The X-Files. «Zero Sum» obtuvo una calificación de hogar de Nielsen de 11,7, siendo visto por 18,6 millones de personas en su transmisión inicial. El episodio ha recibido respuestas mixtas a positivas de los críticos.
El programa se centra en los agentes especiales del FBI Fox Mulder (David Duchovny) y Dana Scully (Gillian Anderson) que trabajan en casos relacionados con lo paranormal, llamados expedientes X. En el episodio, un caso que se le pide a Mulder que investigue es encubierto de manera encubierta por el jefe de los agentes, Walter Skinner (Mitch Pileggi), quien ha hecho un trato siniestro con el fumador (Davis).
La decisión de centrar otro episodio en torno a Skinner, después del episodio de la tercera temporada «Avatar», se tomó cuando Gillian Anderson se tomó una semana libre para filmar la película The Mighty. En lugar de que Duchovny se hiciera cargo de la carga de trabajo adicional, el equipo de redacción decidió centrar el episodio en los miembros del reparto de apoyo. «Zero Sum» fue la última aparición en la serie de Morris Panych. Además, el episodio vio el regreso de las abejas portadoras de virus del inicio de temporada «Herrenvolk» y luego regresarían en la película de 1998.

## Argumento
En un centro de enrutamiento postal en Vienna, Virginia, una mujer es asesinada por un enjambre de abejas en el baño mientras tomaba un descanso para fumar un cigarrillo. El subdirector Walter Skinner (Mitch Pileggi), que trabaja para el fumador (William B. Davis), encubre la muerte borrando el archivo del caso de la computadora del agente Fox Mulder (David Duchovny), limpiando toda la evidencia en la escena, quemando el cuerpo de la mujer en un incinerador y reemplazando la muestra de sangre de la policía para el caso haciéndose pasar por Mulder. Cuando sale de la estación de policía, Skinner es perseguido por el detective Ray Thomas, quien cree que es Mulder. Skinner le dice que no hay nada en el caso que justifique su participación y se va.
Poco después de que Skinner llega a casa, se encuentra con Mulder, quien le cuenta sobre el caso y el hecho de que alguien está haciendo todo lo posible para encubrirlo. Mulder revela que el detective Thomas fue asesinado, lo que sorprende a Skinner. Mulder le dice a Skinner que Scully se está sometiendo a pruebas relacionadas con su cáncer. Más tarde esa noche, Skinner se encuentra con el fumador, quien está acompañado por el asesino de Thomas, el hombre canoso (Morris Panych). Skinner está enojado porque Thomas fue asesinado y quiere terminar su arreglo, lo que el fumador se niega a permitir. Mulder llama a Skinner y le cuenta que el cuerpo de la mujer fue quemado y que la evidencia de sangre fue manipulada. Mulder le dice a Skinner que está tratando de hacer coincidir la bala que mató a Thomas con un arma entregada a un agente federal o un oficial local. Skinner busca en su cajón y se da cuenta de que su arma no estaba y debe haber sido la que se usó para el asesinato. Skinner, al darse cuenta de que le tendieron una trampa, llama al fumador, quien confirma que Thomas fue asesinado con el arma de Skinner y que, al acudir a la policía, Skinner terminaría implicándose en el asesinato. El fumador se niega a proporcionar detalles sobre lo que está encubriendo.
Skinner regresa al centro de enrutamiento donde abre un agujero en la pared del baño y encuentra un gran panal de abejas muertas. Visita a un entomólogo para observar una de las abejas y le dice que Mulder lo visitó hace seis meses por un tema similar. Skinner encuentra el archivo de Mulder sobre el asunto, copiando la información de contacto de Marita Covarrubias (Laurie Holden). Mulder le dice a Skinner que un banco cerca de la estación de policía tomó una foto del detective, que lo muestra con Skinner, pero la foto está demasiado oscura para que Mulder lo identifique. Skinner llama a Covarrubias, quien en este momento no tiene ninguna evidencia para brindarle. El entomólogo es asesinado por un enjambre de abejas. Al día siguiente, Mulder y Skinner miran su cuerpo, que está infectado con viruela transmitida por las abejas. Skinner visita a la compañera de trabajo del empleado de correos que murió, quien le dice que fue presionada para no decir nada sobre lo sucedido por hombres que exigieron un paquete dañado. En el laboratorio fotográfico, Mulder analiza la foto, que revela la identidad de Skinner.
El fumador se encuentra con el Sindicato, que es responsable de las abejas. Poco después, un enjambre de abejas ataca una escuela en Peyson, Carolina del Sur, y uno de los maestros muere como resultado, mientras que varios estudiantes resultan heridos. Skinner se dirige al hospital, donde lo recibe Covarrubias. Ella exige saber lo que él sabe sobre el asunto. Él le dice que cree que las abejas están siendo utilizadas como portadoras para algún tipo de experimento. Skinner regresa a casa donde se enfrenta a Mulder, quien ahora sospecha que Skinner ha estado trabajando en su contra todo este tiempo. Skinner es capaz de convencer a Mulder de que él no habría forzado la cerradura de su propio cajón y, por lo tanto, no podría haber sido el asesino. Convencido de la evidencia de Skinner, Mulder entrega el arma con el número de serie limado para que Skinner no sea culpado por el asesinato. Esa noche, Skinner se enfrenta al fumador en su apartamento, enojado porque no se ha hecho nada por Scully. El fumador lo convence de que Scully morirá si lo mata y Skinner se va sin matarlo, no sin antes disparar tiros de advertencia. Poco después, Covarrubias llama al fumador, quien le dice que le diga a Mulder lo que quiere escuchar mientras se muestra a un hombre desconocido detrás de ella escuchando en otro teléfono.

## Producción

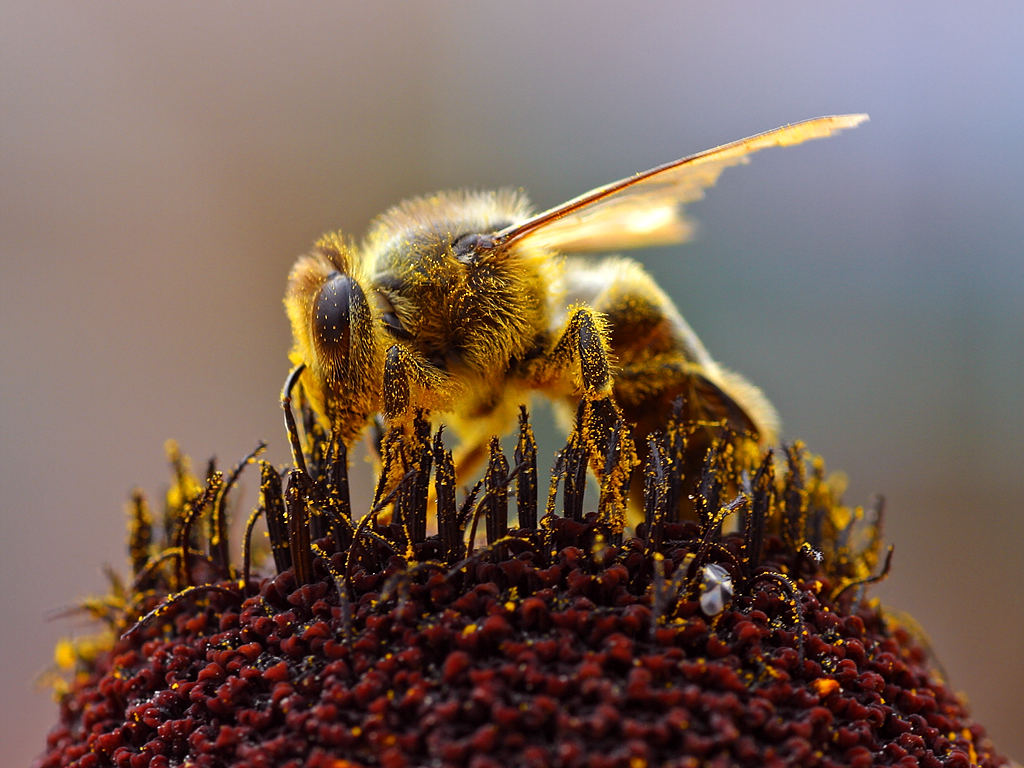
«Zero Sum» trajo de vuelta las abejas portadoras de virus de «Herrenvolk»; también aparecerían en The X-Files: Fight the Future de 1998.

El coguionista Frank Spotnitz describió el episodio como un «accidente afortunado». Cerca del final de la cuarta temporada del programa, Gillian Anderson dejó el programa durante una semana para filmar su papel en la película The Mighty. Los productores, sabiendo que tendrían que escribir un episodio sin Dana Scully, decidieron que no era justo que David Duchovny llevara la misma carga de trabajo que en un episodio normal considerando su ausencia. Así, se ideó una historia en la que su implicación sería ligera. Esto resultó en la decisión de escribir, por segundo año consecutivo, un episodio centrado en el asistente de dirección Walter Skinner (Mitch Pileggi). Howard Gordon, habiendo escrito el episodio anterior centrado en Skinner, «Avatar», se unió a Spotnitz y los dos escribieron el episodio durante un fin de semana mientras se producía otro episodio escrito por Gordon, «Synchrony». Los escritores sintieron que este era el momento perfecto para incorporar el trato de Skinner con el fumador (William B. Davis) para curar el cáncer de Scully, realizado en el episodio «Memento Mori». Frank Spotnitz dijo sobre el trato de Skinner: «Lo difícil para Skinner fue que teníamos que mantenerlo en el medio. Hicimos que le dijera a Mulder que no negociara con el fumador para salvar la vida de Scully. Y luego él mismo llegó a un acuerdo faustiano con el fumador y estaba en deuda con él por algún tipo».
El equipo de redacción sintió que «Zero Sum» era un lugar lógico para traer de vuelta las abejas que se usaron en el estreno de la temporada, «Herrenvolk», sintiendo que era importante que no le sucediera algo paranormal a Skinner en este episodio, considerando que eso ya se había hecho en la temporada anterior. Se usaron abejas vivas para filmar, pero no se vieron bien en las imágenes; La técnica de efectos visuales Laurie Kallsen-George pasó nueve días mejorando digitalmente el metraje para mejorar esto. Las abejas portadoras de virus luego formarían un punto central de la trama en la adaptación cinematográfica de la serie de 1998.
El director Kim Manners señaló que el episodio «fue un espectáculo realmente bueno para mí, porque no tuve la oportunidad de trabajar con Mitch. Y escribieron un gran guión, ¿sabes? Realmente era algo en lo que podía hincar el diente y él simplemente hizo un gran trabajo. Bill Davis también estuvo fabuloso en ese programa». Este fue el segundo episodio de la serie que no presentó a Scully, siendo el primero el episodio «3» de la segunda temporada. El actor invitado Morris Panych, que interpreta al asesino del sindicato Hombre canoso, hace su última aparición en la serie en este episodio. Panych había aparecido previamente en «Piper Maru», «Avatar», «Herrenvolk» y «Memento Mori».

## Recepción
«Zero Sum» se estrenó en la cadena Fox el 27 de abril de 1997. El episodio obtuvo una calificación Nielsen de 11,7 con una participación de 17, lo que significa que aproximadamente el 11,7 por ciento de todos los hogares equipados con televisión y el 17 por ciento de los hogares que miraban televisión sintonizaron el episodio. Un total de 18,6 millones de espectadores vieron este episodio durante su emisión original.
El episodio ha recibido respuestas mixtas a positivas de los críticos. Zack Handlen, que escribe para The A.V. Club, calificó el episodio con una A, calificándolo de «absolutamente atrevido». Handlen sintió que el episodio jugó efectivamente con la estructura narrativa habitual de la serie, haciendo que el personaje principal Fox Mulder pareciera «casi tan antagonista» como el fumador; Handlen también sintió que «Zero Sum» dio una idea significativa del personaje de Walter Skinner. Paula Vitaris, escribiendo para Cinefantastique, calificó a «Zero Sum» con una estrella y media de cuatro, y señaló que su «ritmo y tono están apagados». Vitaris sintió que «Duchovny y Pileggi dan buenas actuaciones», a pesar de que Pileggi parece «involuntariamente cómico» a veces; aunque señaló que «un episodio sin Scully se siente bastante vacío». Robert Shearman y Lars Pearson, en su libro Wanting to Believe: A Critical Guide to The X-Files, Millennium & The Lone Gunmen, calificaron el episodio con cuatro estrellas de cinco, señalando que «Pileggi parece mucho más cómodo aquí que en el espectáculo del año pasado [“Avatar”]». Shearman y Pearson sintieron que los intentos del episodio de vincularse con las historias más amplias, la aparición de Marita Covarrubias en particular, es donde «realmente tropieza»; señalando que su éxito radica «en el valor impactante de ver una historia deliberadamente familiar a través de la visión fracturada de otro personaje».